# Natação nos Jogos Pan-Americanos de 2023 - Revezamento 4x100 m livre misto
A competição de revezamento 4x100 m livre misto da natação nos Jogos Pan-Americanos de 2023 foi disputada em 22 de outubro no Centro Acuático Estadio Nacional, em Santiago, no Chile. No total, competiram 79 atletas de 14 Comitês Olímpicos Nacionais (CON).

## Calendário
Horário local (UTC-4).
| Data          | Horário | Fase          |
| ------------- | ------- | ------------- |
| 22 de outubro | 10:24   | Eliminatórias |
| 22 de outubro | 17:48   | Final         |

## Medalhistas
|  | BRA Brasil |  | USA Estados Unidos                                                                          |  | CAN Canadá |
|  | Guilherme Caribé Marcelo Chierighini Ana Carolina Vieira Stephanie Balduccini Felipe Ribeiro de Souza* Victor Alcará* Lorrane Ferreira* Nathalia Almeida* |  | Brooks Curry Jonny Kulow Catie DeLoof Amy Fulmer Jack Dahlgren* Gabi Albiero* Paige Madden* |  | Finlay Knox Javier Acevedo Maggie Mac Neil Mary-Sophie Harvey Stephen Calkins* Édouard Fullum-Huot* Brooklyn Doutwright* Katerine Savard* |

* Atletas que só participaram das eliminatórias da prova, mas também receberam medalhas.

## Recordes
Antes desta competição, os recordes mundiais e dos Jogos Pan-Americanos da prova eram os seguintes:
| Tipo                             | Atleta         | Tempo   | Local   | Data                |
| -------------------------------- | -------------- | ------- | ------- | ------------------- |
|                                  | Austrália      | 3:18.83 | Fukuoka | 29 de julho de 2023 |
| Recorde dos Jogos Pan-Americanos | Estados Unidos | 3:24.84 | Lima    | 7 de agosto de 2019 |

O seguinte novo recorde foi estabelecido durante esta competição:
| Data                  | Prova | Equipe | Tempo   | Recordes                         |
| --------------------- | ----- | ------ | ------- | -------------------------------- |
| 22 de outubro de 2023 | Final | Brasil | 3:23.78 | Recorde dos Jogos Pan-Americanos |

## Resultados

### Eliminatórias
Qualificação: As oito equipes mais rápidas (Q) se classificam para a final.
As eliminatórias foram realizadas em 22 de outubro.
| Pos. | Bateria | Raia | CON                                 | Atletas (parcial)                                                                                        | Tempo   | Notas |
| ---- | ------- | ---- | ----------------------------------- | --- | ------- | ----- |
| 1    | 1       | 4    | USA Estados Unidos                  | Jack Dahlgren (49.00) Brooks Curry (48.30) Gabi Albiero (54.88) Paige Madden (56.78)                     | 3:28.96 | Q     |
| 2    | 2       | 4    | CAN Canadá                          | Stephen Calkins (49.68) Edouard Fullum-Huot (49.24) Brooklyn Douthwright (55.49) Katerine Savard (55.64) | 3:30.05 | Q     |
| 3    | 2       | 5    | BRA Brasil                          | Felipe Ribeiro (50.88) Victor Alcará (48.59) Lorrane Ferreira (56.40) Nathália Almeida (56.15)           | 3:32.02 | Q     |
| 4    | 2       | 6    | COL Colômbia                        | Sebastián Camacho (51.36) Juán García (51.24) Isabella Bedoya (57.77) Sirena Rowe (55.91)                | 3:36.28 | Q     |
| 5    | 2       | 3    | VEN Venezuela                       | Jesus López (51.16) Diego Mas Fraiz (50.96) Mercedes Toledo (57.50) Fabiana Pesce (58.86)                | 3:38.48 | Q     |
| 6    | 1       | 3    | ARG Argentina                       | Floréncia Perotti (58.22) Magdalena Portela (58.48) Joaquín Piñero (52.12) Matías Santiso (49.78)        | 3:38.60 | Q     |
| 7    | 1       | 5    | MEX México                          | Gabriel Castaño (50.50) Maximiliano Vega (52.16) Susana Hernández (58.84) María Mata Cocco (57.50)       | 3:39.00 | Q     |
| 8    | 1       | 6    | URU Uruguai                         | Leo Nolles (51.49) Diego Aranda (51.38) María Solari (59.42) Luna Chabat (58.04)                         | 3:40.33 | Q     |
| 9    | 2       | 1    | PER Peru                            | Rafael Ponce (51.56) Ricardo Espinosa (52.59) Rafaela Fernandini (58.31) Sophia Ribeiro (59.44)          | 3:41.90 | R     |
| 10   | 2       | 2    | EAI Equipe de Atletas Independentes | María Morales (59.74) Christopher Gossmann (53.02) María Santis (59.69) Miguel Vásquez (51.36)           | 3:43.81 | R     |
| 11   | 1       | 7    | BAH Bahamas                         | Lamar Taylor (50.28) Zaylie Thompson (59.31) Katelyn Cabral (1:01.48) Luke Thompson (53.87)              | 3:44.94 |       |
| 12   | 1       | 1    | PAN Panamá                          | Isaac Beitia (51.75) Jeancarlo Calderón (52.30) María Castillo (59.17) Emily Santos (1:01.88)            | 3:45.10 |       |
| 13   | 1       | 2    | JAM Jamaica                         | Sidrell Williams (53.62) Kito Campbell (55.68) Sabrina Lyn (59.71) Emily MacDonald (58.46)               | 3:47.47 |       |
| 14   | 2       | 7    | CHI Chile                           | Manuel Osorio (52.63) Vicente Villanueva (54.90) Floréncia Orpis (1:03.03) Arantza Salazar (1:02.76)     | 3:53.32 |       |

### Final
A final foi realizada em 22 de outubro.
| Pos. | Raia | CON                | Atletas (parcial)                                                                                             | Tempo   | Notas                            |
| ---- | ---- | ------------------ | --- | ------- | -------------------------------- |
| 01 ! | 3    | BRA Brasil         | Guilherme Caribé (48.26) Marcelo Chierighini (47.59) Ana Carolina Vieira (54.50) Stephanie Balduccini (53.43) | 3:23.78 | Recorde dos Jogos Pan-Americanos |
| 02 ! | 4    | USA Estados Unidos | Brooks Curry (48.43) Jonathan Kulow (47.44) Catie De Loof (54.01) Amy Fulmer (54.33)                          | 3:24.21 |                                  |
| 03 ! | 5    | CAN Canadá         | Finlay Knox (49.80) Javier Acevedo (48.02) Maggie MacNeil (53.47) Mary-Sophie Harvey (53.94)                  | 3:25.23 |                                  |
| 4    | 1    | MEX México         | Andrés Dupont (48.86) Jorge Iga (48.61) Sofía Revilak (55.72) Athena Meneses (55.68)                          | 3:28.87 |                                  |
| 5    | 7    | ARG Argentina      | Guido Buscaglia (49.81) Matías Santiso (49.08) Guillermina Ruggiero (56.12) Lucia Gauna (56.23)               | 3:31.24 |                                  |
| 6    | 6    | COL Colômbia       | Santiago Corredor (50.87) Sebastián Camacho (51.27) Sirena Rowe (56.00) Isabella Arcila (56.04)               | 3:34.18 |                                  |
| 7    | 2    | VEN Venezuela      | Emil Pérez (51.28) Diego Mas Fraiz (50.84) María Yegres (57.65) Carla González (56.11)                        | 3:35.88 |                                  |
| 8    | 8    | URU Uruguai        | Leo Nolles (51.14) Diego Aranda (51.87) María Solari (59.76) Luna Chabat (58.21)                              | 3:40.98 |                                  |

Legenda
| Recorde mundial                  | Recorde mundial (World record)               |                       | Recorde africano                      | Recorde africano (African) |                                           | Q | Classificado por posição (Qualified) |
| Recorde dos Jogos Pan-Americanos | Recorde pan-americano (Pan-American record)  | Recorde da América    | Recorde da América (Americas)         | q                          | Classificado por melhor tempo (Qualified) |   |                                      |
| Melhor marca do ano              | Melhor marca do ano (World leading)          | Recorde asiático      | Recorde asiático (Asian)              | DNS                        | Não largou (Did not start)                |   |                                      |
| Recorde nacional                 | Recorde nacional (National record)           | Recorde europeu       | Recorde europeu (European)            | DNF                        | Não terminou (Did not finish)             |   |                                      |
| Recorde pessoal                  | Recorde pessoal do atleta (Personal best)    | Recorde da Oceania    | Recorde da Oceania (Oceania)          | DSQ / DQ                   | Desclassificado (Disqualified)            |   |                                      |
| Recorde da temporada             | Recorde da temporada do atleta (Season best) | Recorde sul-americano | Recorde sul-americano (South America) | NM                         | Sem marca (No mark)                       |   |                                      |